# Bitwa o Siem Reap
Bitwa o Siem Reap – starcie zbrojne, które miało miejsce w listopadzie 1990  w trakcie wojny kambodżańskiej (1975–1995) po wycofaniu się wojsk wietnamskich z Kambodży. Nastąpiła wówczas wzmożona aktywność oddziałów Czerwonych Khmerów walczących z siłami rządowymi Kambodży.
Latem 1990 partyzanci czerwonohkmerscy otrzymali z Chin znaczne dostawy broni (działa, ciężarówki, czołgi T-59), które skierowano do baz na pograniczu z Tajlandią. Pod koniec września 3 000 partyzantów rozpoczęło ofensywę w prowincji Siem Reap, zdobywając kilka dni później bazę artyleryjską armii kambodżańskiej w Sre Noi. Następnie zbliżyli się ostatniej pozycji obronnej w Siem Reap. Podejmowane do 7 października 1990 r. ataki partyzanckie (8 szturmów) były sukcesywnie odpierane przez siły kambodżańskie. Dnia 12 października siły rządowe przeszły do kontrnatarcia próbując wyprzeć Czerwonych Khmerów w góry Phnom Koulen. Kolejne walki w rejonie Siem Reap miały miejsce w dniach 17–28 października, kiedy to nastąpiła ofensywa partyzantów. Do głównej bitwy doszło dnia 17 listopada. Po kilku dniach miasto Siem Reap zostało ostatecznie utracone przez wojska kambodżańskie. 